# Darlingia ferruginea
Darlingia ferruginea là một loài thực vật có hoa trong họ Quắn hoa. Loài này được J.F.Bailey miêu tả khoa học đầu tiên năm 1899.